# 白井浩司
白井 浩司（しらい こうじ、1917年10月19日 - 2004年11月1日）は、日本のフランス文学者、翻訳家。慶應義塾大学名誉教授。

## 経歴
出生から修学期
1917年、東京府で早川千吉郎の三男として生まれた。兄の次男とともに白井秀の養子となり、白井姓を名乗った。暁星中学校を経て、慶應義塾大学文学部仏文科に進学し卒業。
フランス文学研究者として
1942年、NHK国際局海外放送フランス語班に勤務。太平洋戦争終結後の1945年9月、NHKを退職。
1947年、母校慶應義塾大学予科講師となった。1951年、サルトルの『嘔吐』を翻訳。実存主義ブームのきっかけを作り、その後もカミュ、ロブ＝グリエなどを翻訳紹介。1958年、慶應義塾大学文学部教授に昇格。
1974年4月、朴正熙の独裁政権に反対するデモを起こした大学生らのうち180人が拘束される「民青学連事件」が発生。当時白井は日本ペンクラブ理事を務めており、日本ペンクラブは韓国政府に対して助命嘆願を行った。その際の対応を巡って亀裂が生まれ、同年8月26日、日本ペンクラブは緊急理事会を開き、藤島、白井両理事の辞表を受理した。1979年2月24日、国際勝共連合と自民党の国防関係国会議員が中心となり、「スパイ防止法制定促進国民会議」が設立された。呼びかけ人は木内信胤、朝比奈宗源、宇野精一、郷司浩平、宝井馬琴、三輪知雄の6人。サンケイ会館で設立発起人総会が開かれ、白井は発起人に名を連ねた。
1982年、慶應義塾大学を定年退任し名誉教授。1983年からは京都外国語大学教授として教鞭を執った。1997年1月30日に「新しい歴史教科書をつくる会」が設立されると、同年6月までに賛同者に加わった。
2004年11月1日に死去。87歳没。

## 研究内容・業績
専門はフランス文学で、多数の翻訳を手掛けた。翻訳した作品は、日本における実存主義ブームのきっかけを作った。
民青学連事件
1974年4月、朴正熙の独裁政権に反対するデモを起こした大学生らのうち180人が拘束される「民青学連事件」が発生。7月16日までに、金芝河ら14人に死刑、15人に無期懲役、日本人の太刀川正樹と早川嘉春を含む26人に懲役15年から20年の刑が科せられた。7月17日、日本ペンクラブは国防部長官の徐鐘喆宛てに金芝河らの助命嘆願の電報を打った。7月21日、徐長官は金の死刑を無期懲役に減刑した。日本ペンクラブは自分たちの電報の効果があらわれたとして、朴大統領へのお礼と金芝河問題の調査とを目的に、白井と藤島泰輔の両理事を7月27日に韓国へ派遣した。7月29日、白井と藤島はソウルで記者会見を開催。白井は「芥川賞作家（注・柴田翔）が朝日新聞夕刊に金芝河事件を言論弾圧だと書いているが、この事件はそのようなものではないことが、よくわかった」と述べ、藤島は「金氏の逮捕は文学活動が理由とは見なせない」と述べた。朴政権を擁護する発言は韓国人記者たちを驚かせた。記者の一人が「ジャン・ジュネが捕まったとき、フランスの作家らはジュネの釈放を要求し、その結果ジュネは釈放された。フランス文学に詳しい白井先生はどうお考えになっているか」と質問すると、白井は「ジュネは反社会的な詩人だ。反社会的な行動をとることが彼の文学を支えており、例外だ」と答えた。7月30日には有吉佐和子が脱会の意思を表し、司馬遼太郎、瀬戸内晴美らもこれにつづいたが、白井は帰国後に開いた記者会見で「韓国は準戦時下なので、ある程度（言論弾圧も）やむをえないと思う」と述べるなど態度を崩さなかった。

## 受賞・栄典
- 1966年：第2回辰野隆賞を受賞。
- 1976年：フランス政府より教育功労章を授与。
- 1978年：著書『アルベール・カミュ：その光と影』で読売文学賞を受賞。

## 著作
著書
- 『小説の変貌：現代フランス作家をめぐって』白水社 1960
- 『入門フランス文学史』有信堂 1961
  - 再版 有信堂高文社 1978
- 『サルトルと知識人』日本経済新聞社新書 1966
- 『「サルトル」入門』講談社現代新書 1966
- 『純粋観客：現代フランス文学拾遺』大光社 1970
- 『アルベール・カミュ その光と影』講談社 1977
- 『サルトルとその時代』アートデイズ 2012

共著編
- 『久保田万太郎回想』佐藤朔・池田彌三郎共編、中央公論社 1964
- 『新・西洋故事物語：人生に力を与え、会話を豊かにする』編著、日本文芸社(ダルマ・ブックス) 1974

訳書
- 『殉難者の証人』ルイ・アラゴン著、那須国男共訳、日本報道 1951
- 『全面戦争か平和か：エスプリ誌平和論特輯』月曜書房 1952
- 『不条理と反抗』アルベエル・カミュ著、佐藤朔共訳、人文書院 1953
- 『現代フランス文学の展望』ガエタン・ピコン（英語版）著、三笠書房 1954
- 『反抗的人間』アルベエル・カミュ著、佐藤朔共訳、新潮社 1956
- 『小説の読者』アルベール・チボーデ著、ダヴィッド社 1957
- 『不信の時代』ナタリー・サロート著、紀伊国屋書店 1958
- 『嫉妬』ロブ＝グリエ著、新潮社 1959
- 『囚人』ベルナール・パンゴー（英語版）著、新潮社 1960
- 『人生の日曜日』(世界文学全集 23) レイモン・クノー著、集英社 1965
- 『現代フランス小説史』クロード・エドモンド・マニー（英語版）著、佐藤朔・菅野昭正・望月芳郎・若林真・高畠正明・清水徹・渡辺一民共訳白水社 1965
- 『黒んぼたち』(現代フランス文学13人集 1) ジャン・ジュネ著、新潮社 1965
- 『草』(現代フランス文学13人集 4) クロード・シモン著、新潮社 1966
- 『スナップショット』アラン・ロブ＝グリエ著、永井旦共編、第三書房 1966
- 『ボヴァリー夫人』フローベール著、旺文社文庫 1967
- 『ロル・V・ステーンの歓喜』マルグリット・デュラス著、白水社 1967
- 『静かな生活』(世界文学全集 46) デュラス著、講談社 1969
  - 文庫化
- 『愛の砂漠』(ノーベル賞文学全集 10) フランソワ・モーリヤック著、主婦の友社 1971
- 『恋愛論』スタンダール著、旺文社文庫 1972
- 『少年と川』アンリ・ボスコ著、小浜俊郎共訳、文林書院 1972
- 『ベラ』(世界文学全集 76) ジャン・ジロドゥ著、講談社 1979

サルトル著訳書
- 『嘔吐』ジャン・ポオル・サルトル著、青磁社 1947
  - 再版 人文書院 1951
  - 改訳版 1994
- 『自由への道』(サルトル全集1-3) サルトル著、佐藤朔共訳、人文書院 1950-1952
- 『汚れた手』(サルトル全集 7) サルトル著、人文書院 1951
- 『スターリンの亡霊』(サルトル全集 22) サルトル著、人文書院 1957
- 『殉教と反抗』(全2巻)サルトル著、平井啓之共訳、新潮社 1958
  - 文庫化 新潮文庫
  - 改題全集収録『聖ジュネ』(サルトル全集 34・35)平井啓之共訳、人文書院 1966